# Pic Kit Carson
Pour les articles homonymes, voir Kit Carson (homonymie).
Le pic Kit Carson, Kit Carson Peak en anglais, est l'un des 54 sommets de plus de 14 000 pieds dans l'État du Colorado : il s'élève à 4 317 m et est situé dans le chaînon Sangre de Cristo près du pic Crestone et de l'aiguille Crestone. Son nom vient de l'explorateur Kit Carson. La majeure partie de la montagne était une propriété privée, dans le Baca Ranch, mais a été acheté avec le reste du ranch pour étendre le parc national et la réserve des « Grandes Dunes de sable » (Great Sand Dunes National Park and Preserve) en 2004.
Kit Carson est un lieu fréquenté d'escalade. Le mont n'a pas de glaciers, mais une plaque de glace semi-permanente sur sa face nord, qui fond rarement même dans les années les plus sèches. Pendant l'été, Kit Carson et les sommets voisins sont frappés par un cycle diurne d'orages qui se forment pendant une courte période de temps ; les éclairs se produisent presque quotidiennement et ont déjà tué des grimpeurs. La montagne offre un terrain complexe qui peut  égarer (et même provoquer la mort d'un grimpeur en 2006).

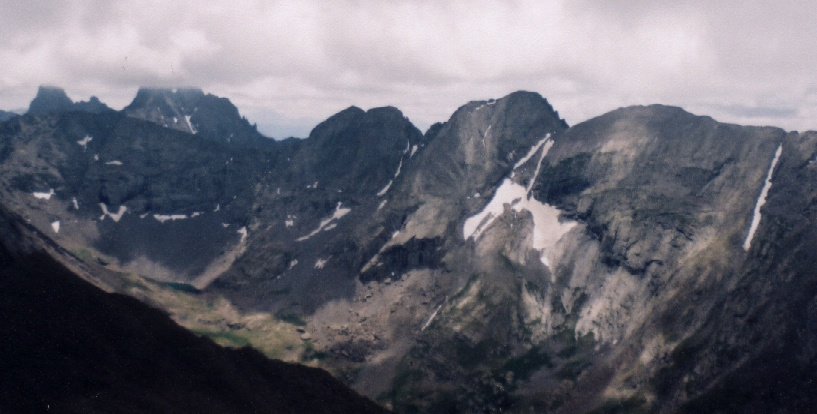
De gauche à droite : aiguille Crestone, pic Crestone, Columbia Point, pic Kit Carson, Challenger Point.